# Peter Emil Gohr
Peter Emil Gohr (Keulen, 25 januari 1842- Antwerpen, 11 januari 1928) was een Belgisch componist en muziekdocent van Duitse komaf.
Hij was docent aan het Gesang-Institut van Ernst Koch in Keulen. Hij gaf lessen in algemene muziektheorie, harmonieleer, solfège en piano.
Hij trouwde in 1871 met Theresia Maria Hubertina Rochels (overleden 1923), waarschijnlijk eveneens Duitse. In 1871 emigreerde het gezin zonder kinderen naar Antwerpen, alwaar acht kinderen worden geboren, waarvan er ook snel weer een aantal overleden:
- Emilia Walburga Antonia, geboren in 1873 overleden in 1878
- Ludovicus Felix, geboren 13 maart 1877, overleden 19 april in 1877
- Emilius Petrus Julianus, geboren mei 1888, overleden 1889.

Ook in Antwerpen gaf hij muzieklessen. Door al te veel Duitse sympathieën moest hij in verband met de Eerste Wereldoorlog in augustus 1914 re-emigreren. Maar al snel was hij weer terug in België. Op 8 december 1918 werd hij opgepakt, wederom voor Duitse sympathieën, spionage. Hij woonde toen in een Duitse wijk in Antwerpen. In mei 1919 moest hij weer gedwongen vertrekken naar zijn thuisland, maar de familie trekt een aantal jaren later weer België in. Zijn dochter Cornelia werd nog verhoord.

## Werken
- Der arme Peter, Ballade von Heine für sopran oder tenor (1867)
- Trio over en gammeltydsk julesang for violin, cello og piano (Warmuth Musikforlag 1885; dit werk kreeg nog een uitvoering op 26 april 1896) (Paraphrase über ein altdeutsches Weinachtslied)
- Een Schlaraffen-Traum (potpourri schlaraffischer Lieder in Walzerform für pianoforte) (1898)
- Wiederkehr, Als die Stunde kam, dass ich Abschied nahm (1876, in 1879 en 1880 in ’s Heerenberg uitgevoerd)
- Fantasie: pour trombine avec accompagnement de quatuor composé pour l’ecloe de musique d’Anvers (1883)
- Concertino voor bazuin en strijkkwartet (een bewerking)
- Intermezzi
- Chanson norvégien, pour deux pianos à 8 mains
- Drie tweestemmige liederen (O! Kleine lieve zanger!; Lentelied of Voorjaarslied; Nachtstilte)

- Library of Congress Control Number: no2017004750
- MusicBrainz: 79c6f54d-5a7d-4e97-ab7c-616913a2b791
- Virtual International Authority File: 166148570613924311397
- WorldCat: E39PBJfMj4j6JCBQkJJHrCp773